# Benthesicymus seymouri
Benthesicymus seymouri är en kräftdjursart som beskrevs av Tirmizi 1960. Benthesicymus seymouri ingår i släktet Benthesicymus och familjen Benthesicymidae. Inga underarter finns listade i Catalogue of Life.